# تاريخ نكارستان
تاريخ نكارستان هو تاريخ فارسي عالمي ألفه الكاتب والمؤرخ الصفوي أحمد الغفاري القزويني في عام 1552. وكان هدف هذا السجل هو تعليم الدروس التاريخية المهمة لسلالة الصفويين، بما في ذلك الشاه طهماسب الأول (حكم. 1524–1576).
يوجد في متحف والترز للفنون نسخة مصورة من كتاب تاريخ نكارستان، الذي أُنشئ في إيران عام 1569. في أوائل القرن السابع عشر، نُشرت هذه السجلات باللغة التركية العثمانية تحت اسم "نزهة جيهان وحضور الزمان" بقلم ألتيبارماك محمد أفندي. وفي إسطنبول، تحتفظ مكتبة السليمانية ومكتبة ينيجامي بنسخة منه. أُجريَت أول طباعة حجرية لكتاب تاريخ نكارستان في مدينة مومباي عام 1859.